# Georg Tappert
Georg Tappert (* 20. Oktober 1880 in Berlin; † 17. November 1957 ebenda) war ein deutscher Maler des Expressionismus.
Mit seinen Bildern von Chansonetten, Nackttänzerinnen, exotischen Artistinnen, Halbweltdamen und Straßendirnen war Tappert einer der ersten deutschen Künstler, die die großstädtische Vergnügungswelt als Bildthema entdeckten. Tappert, der vor dem Ersten Weltkrieg in der „Neuen Secession“ in Berlin erstmals die Avantgarde der Hauptstadt und die Künstler der Dresdner Brücke und der Neuen Künstlervereinigung München (N.K.V.M) zusammenführte, gehörte zu den wichtigsten Künstlern des deutschen Expressionismus. Außerdem erwarb er sich einen exzellenten Ruf als Professor der Pädagogischen Kunsthochschule Berlin.

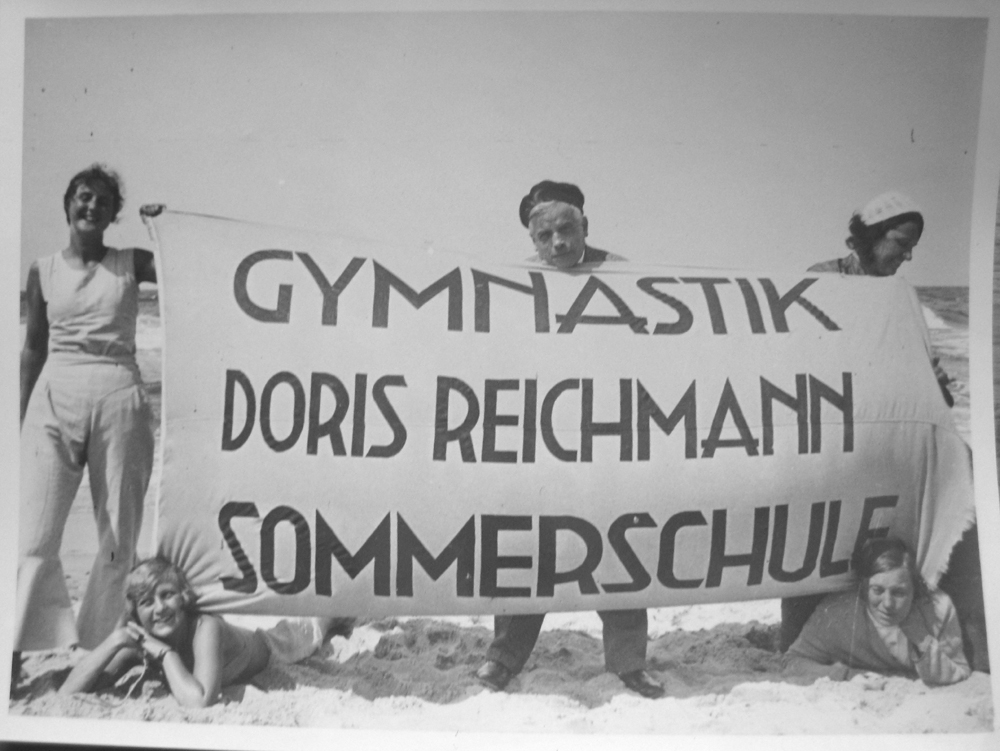
Georg Tappert mit Schülerinnen der Schule für Gymnastik Doris Reichmann auf Sylt um 1935

## Leben
Tappert wuchs als Sohn eines Schneiders in der „Friedrichstraße 10“ auf, der damaligen Vergnügungsmeile Berlins. So kam er seit seiner Kindheit mit Mode und der dortigen Halbwelt in Berührung. Nach einer Schneiderlehre und Gesellentätigkeit studierte er mit Hilfe von Mäzenen von 1900 bis 1903 an der Großherzoglich Badischen Akademie der Bildenden Künste in Karlsruhe u. a. bei Ludwig Schmid-Reutte und Carl Langhein. 1904/05 war er auf Wunsch seiner Mäzene als Assistent von Paul Schultze-Naumburg an dessen lebensreformerischer Kunstschule Burg Saaleck.
1905 kehrte Tappert als freier Künstler zurück nach Berlin und hatte dort seine erste Einzelausstellung unter der renommierten Adresse von Paul Cassirer. Von 1906 bis Ende 1909 lebte Tappert in Worpswede (Künstlerkolonie Worpswede) und betrieb dort eine private Kunstschule, deren berühmtester Schüler der von Tappert auch weiterhin protegierte Künstler Wilhelm Morgner war und zu dem er bis zu Morgners Tod einen intensiven Briefkontakt pflegte. Tappert hatte in dieser Zeit u. a. Kontakt zu Heinrich Vogeler, den er persönlich, jedoch nicht künstlerisch schätzte, und zu Paula Modersohn-Becker, die ihn künstlerisch beeinflusste und vermutlich mit der neueren französischen Kunst bekannt machte. In Worpswede begann Tappert in zahlreichen Blumenstillleben, einigen Landschaften und ersten Figurenbildern und Porträts seinen persönlichen Stil zu entwickeln.

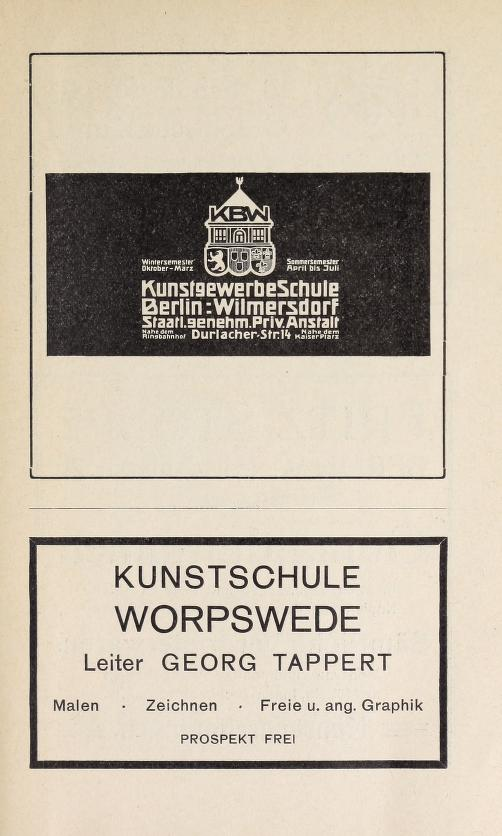
Anzeige im Katalog der Berliner Secession 1909

1910 zurück in Berlin wurden seine Werke von der Jury der „Berliner Secession“ abgelehnt. Noch auf der Rückseite des Bescheides skizzierte er mit Moriz Melzer und Heinrich Richter-Berlin die Gründung der „Neuen Secession“, deren Auftakt im Mai die Ausstellung von Ausjurierten der Berliner Secession bildete und die bis zu ihrer Auflösung 1914 weitere sechs Ausstellungen zusammenstellte. Von Beginn an waren die Künstler der Dresdner Künstlergruppe Die Brücke Mitglieder der Neuen Secession. Max Pechstein war ihr erster Vorsitzender bis zum Austritt der Brücke 1912, Georg Tappert der zweite Vorsitzende und Hauptorganisator. Ende 1911 wurden Franz Marc und Wassily Kandinsky als Mitglieder gewonnen. Die vierte Ausstellung der „Neuen Secession“ zeigte daraufhin erstmals diese beiden Hauptgruppierungen des deutschen Expressionismus gemeinsam.
Maria Morgner, die Mutter des 1917 gefallenen Malers Wilhelm Morgner, beauftragte 1918 Georg Tappert den künstlerischen Nachlass ihres Sohnes zu erfassen und zu ordnen. Tappert erstellte Verzeichnisse über die ihm vorliegenden Gemälde, Zeichnungen, Aquarelle und Druckgraphiken. Hierbei nummerierte er die Arbeiten und gab ihnen in den Listen einen Bildtitel, da Morgner nur den wenigsten seiner Werke einen Titel gegeben hatte. Die Verzeichnisse befinden sich heute im Deutschen Kunstarchiv im Germanischen Nationalmuseum.
Tappert war Mitglied des Deutschen Künstlerbundes.
Sein Grab befindet sich auf dem Waldfriedhof Dahlem.

## Werk
In dieser Zeit bis zum Ersten Weltkrieg entstanden Tapperts große expressionistische Werke, Frauenbilder, Darstellungen von Tänzerinnen und Porträts sowie die große Serie der Aktdarstellungen nach seinem bevorzugten Modell Betty. Neben der Malerei widmete er sich intensiv den graphischen Techniken im Holz- und Linolschnitt, in der Lithographie und der Radierung. Seit 1913 wurden in verschiedenen avantgardistischen Zeitschriften, u. a. Die Aktion, regelmäßig graphische Beiträge von ihm veröffentlicht.
1912 war Tappert mit vier großen Gemälden auf der Internationalen Sonderbundausstellung in Köln vertreten und stellte auf der zweiten Ausstellung des Blauen Reiter in München aus. 1911 gründete Tappert zusammen mit Käthe Kollwitz und anderen die Berliner Juryfreien Ausstellungen. Seit 1912 lehrte er erstmals in staatlichen Diensten, 1913 wurde er Lehrer an der Königlichen Kunstschule Berlin und an der privaten Berlin-Wilmersdorfer Kunstschule.

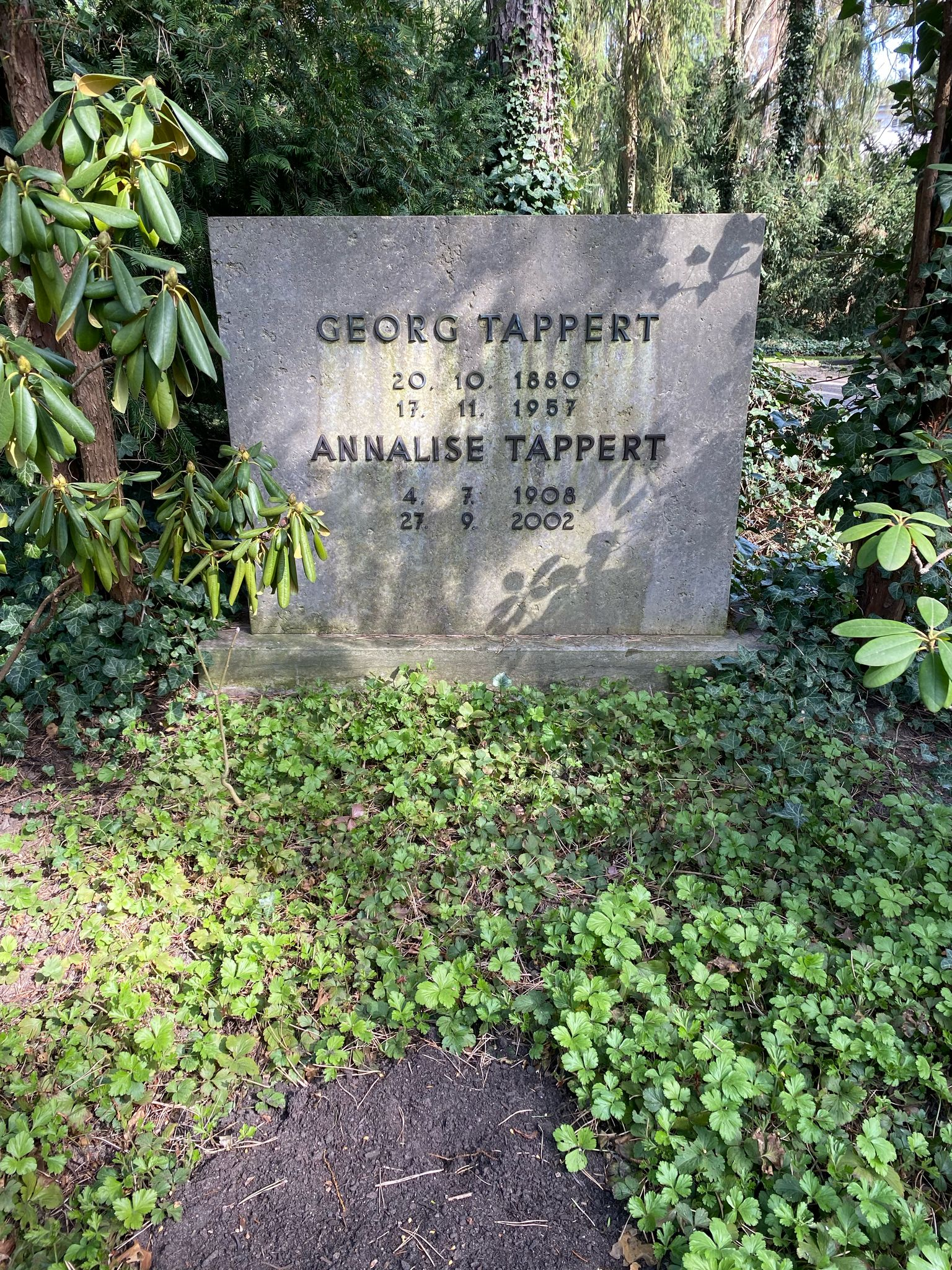
Grabstätte auf dem Waldfriedhof Dahlem

Im Ersten Weltkrieg tat Tappert ab 1916 in der Fliegerstaffel in Berlin Dienst und konnte weiter künstlerisch arbeiten. In diesen Jahren rezipierte Tappert insbesondere Stilelemente des Kubismus, Futurismus und Orphismus. Von 1917 bis 1919 war Tappert für den graphischen Teil der Zeitschrift Die Schöne Rarität verantwortlich.
1918 war er Mitbegründer der Novembergruppe und des Arbeitsrats für Kunst und nahm 1919 seine Lehrtätigkeit an der Staatlichen Kunstschule zu Berlin und an der Schule Reimann (bis 1924) wieder auf. Im gleichen Jahr heiratete er seine ehemalige Schülerin Kathleen Bagot (1890–1925). 1921 erhielt er die Professur. Nach dem Tod von Kathleen 1925 heiratete er ein Jahr später seine Schülerin Elisabeth Foerstemann (1901–1929).
In seinem Werk der zwanziger und dreißiger Jahre widmete sich der Künstler vorwiegend den Frauen des Berliner Halbweltmilieus der Cafés, Varietés, Nachtbars und Zirkusse. Eine große Reihe von Aktdarstellungen und groß gesehenen Porträts entstand in einem sehr variationsreichen, expressiv-realistischen Stil. Weder die kühlen Tendenzen der Neuen Sachlichkeit, noch der ätzende sozialkritische Verismus dieser Zeit waren seine Sache. Psychologisch einfühlsam, schonungslos, aber menschlich beobachtend überlieferte er ein eigenes Panorama der vermeintlich unbedeutenden Großstadtmenschen dieser Zeit. In dieser Zeit verliert die Druckgraphik an Bedeutung für ihn, während die Zeichnung große Bedeutung gewinnt. Im Nachlass fanden sich rund 4500 Blätter in allen Techniken von der kleinsten Bleistiftskizze bis zum großformatigen Aquarell und Pastell.
1933 fiel dieses Menschenbild unter das Verdikt der „Entartung“ der Nationalsozialisten. Bereits im Februar 1933 wurde Tappert aus dem Lehramt entlassen, ein halbes Jahr später auf Fürsprache von Kollegen und Schülern befristet wieder eingesetzt und 1937 endgültig entlassen. 1937 wurde im Rahmen der deutschlandweiten konzertierten Aktion „Entartete Kunst“ aus dem Städtischen Kunst- und Gewerbemuseum Dortmund, den Kunstsammlungen der Stadt Düsseldorf, dem Museum Folkwang Essen, dem Pfälzischen Gewerbemuseum Kaiserslautern und dem Museum für Kunst und Kunstgewerbe Stettin Grafiken Tapperts beschlagnahmt und vernichtet. Hinweise auf ein Mal- und Ausstellungsverbot dürften jedoch in Anbetracht der Tatsache, dass Tappert auch nach 1937 an Ausstellungen teilnahm, unrichtig sein.
Nachdem Tappert sich seit 1934 zunächst in die Landschaftsmalerei zurückgezogen hatte, gab er gegen 1944 die künstlerische Arbeit endgültig auf. Rund 100 Werke sind durch die Verfemung und durch Kriegsschäden verloren oder verschollen.
1945 baute Tappert im Auftrag der Besatzungsmächte die Berliner Hochschule für Kunsterziehung wieder auf, die er bald darauf mit der Hochschule der Künste unter der Führung von Karl Hofer unter einem Dach zusammenführte. 1953 erhielt er in Würdigung seiner pädagogischen Arbeit das Verdienstkreuz (Steckkreuz) der Bundesrepublik Deutschland, während sein eigenes künstlerisches Werk, das er im Keller und auf dem Dachboden seines Hauses verborgen und nie hervorgeholt hatte, vergessen war. Im gleichen Jahr heiratete er schließlich seine Nichte Annalise Friedrich (1908–2002), die er bereits 1932 als junge Musikstudentin bei sich aufgenommen hatte.

## 1937 als „entartet“ aus öffentlichen Sammlungen nachweislich beschlagnahmte und vernichtete Werke
- Der Nachtwandler (Mappe mit acht Holzschnitten und einem Titelblatt zu dem Gedicht von Theodor Däubler, 1918; Galerie Flechtheim, Düsseldorf, 1920)
- Abend (Holzschnitt)
- Das Schweigen (Holzschnitt, 24,6 × 17,1 cm, um 1911)
- Clown (Zeichnung mit Pastell und Kohle)

## Der künstlerische Nachlass
Erst nach seinem Tod setzte die allmähliche Wiederentdeckung seines Werks ein, an der Gerhard Wietek, Kunsthistoriker und ehemalige Direktor des Schleswig-Holsteinischen Landesmuseums Schloss Gottorf, maßgeblichen Anteil hat. Er unterstützte Annalise Tappert bei der Verwaltung des Nachlasses, veröffentlichte 1980 die erste umfassende Monographie mit dem Werkverzeichnis der Gemälde und organisierte und unterstützte zahlreiche Ausstellungen. 1996 folgte sein Werkverzeichnis der Druckgraphik.
Der künstlerische Nachlass wird in der Georg-Tappert-Stiftung in der Stiftung Schleswig-Holsteinische Landesmuseen auf Schloss Gottorf in Schleswig bewahrt. Der schriftliche Nachlass wird im Deutschen Kunstarchiv im Germanischen Nationalmuseum aufbewahrt. Das Kunstmuseum Bayreuth beherbergt eine Sammlung Georg Tappert mit Werken, die in den Jahren 1926 bis 1933 bei Studienaufenthalten in Oberfranken entstanden sind.

## Ausstellungen (unvollständig)

### Personalausstellungen
- Georg Tappert – Deutscher Expressionist. (Schleswig, Schloss Gottorf und Nürnberg, Germanisches Nationalmuseum, 21. Juli 2005 bis 23. Oktober 2005); große Retrospektive.[7]
- Georg Tappert – Frauen 1910–1933. (August-Macke-Haus, Bonn, 30. Mai – 14. September 2008 und Kunstmuseum Bayreuth, 25. Oktober 2008 – 1. Februar 2009)
- Expression und Farbenlust – Georg Tappert und sein Schüler Ernst Straßner. Kloster Cismar, 29. März 2015 – 1. November 2015[8]

### Sicher belegte Teilnahme an Ausstellungen in der Zeit des Nationalsozialismus
(Quelle: )
- 1937 und 1940: Hannover, Künstlerhaus (105. bzw. 108. „Große Frühjahrsausstellung“ des Kunstvereins Hannover)
- 1942: Hamburg: („Norddeutsche Aquarelle und Kleinplastik“)
- 1943: Mannheim, Städtische Kunsthalle („Deutsche Pastelle der Gegenwart“)